# Here for the Party
Here for the Party é um álbum de Gretchen Wilson, lançado em 2004.